# Helmut Claus
Helmut Claus (* 11. Juli 1933 in Chemnitz; † 26. Juli 2020 in Gotha) war ein deutscher Bibliothekar.

## Leben
Helmut Claus studierte von 1952 bis 1956 Slawistik an der Friedrich-Schiller-Universität Jena, anschließend arbeitete er im Böhlau-Verlag in Weimar als Lektor. Ab 1959 war er wissenschaftlicher Mitarbeiter an der Landesbibliothek Gotha auf Schloss Friedenstein, wo er die Sammlung der Inkunabeln und Alten Drucke betreute. 1961 legte Claus einen Katalog der Bestände der Bibliothek in den slawischen Sprachen vor. 1962 wurde Helmut Claus stellvertretender Direktor der Landesbibliothek Gotha. 1966 schloss er ein berufsbegleitendes Fernstudium der Bibliothekswissenschaft ab und wurde 1973 im Fach Bibliothekswissenschaft promoviert. Claus arbeitete in der Bibliothek in erster Linie zu buchgeschichtlichen Themen und veröffentlichte zahlreiche buchgeschichtliche Werke und mehrere Bibliographien.
1981 wurde Helmut Claus Direktor der Landesbibliothek und blieb dies auch nach der Wiedervereinigung. Die Bibliothek wurde 1991 dem Thüringer Ministerium für Wissenschaft und Kunst unterstellt und in „Forschungs- und Landesbibliothek Gotha“ umbenannt. In den folgenden Jahren widmete die Bibliothek sich verstärkt der überregionalen Erschließung ihrer Bestände, insbesondere in den großen Verzeichnissen VD16 und VD17. 1996 trat Claus in den Ruhestand.
2014 konnte Helmut Claus eine Melanchthon-Bibliographie vollenden, mit der er 1966 begonnen hatte. Für dieses Werk wurde er mit dem Melanchthon-Preis der Stadt Bretten geehrt.

## Veröffentlichungen (Auswahl)
Elisabeth Rimpler: Verzeichnis der Schriften von Helmut Claus. In: Ulman Weiß (Hrsg.): Buchwesen in Spätmittelalter und Früher Neuzeit: Festschrift für Helmut Claus zum 75. Geburtstag. Bibliotheca-academica-Verlag, Epfendorf am Neckar 2008, ISBN 978-3-928471-70-1, S. 459–464.
- Slavica-Katalog der Landesbibliothek Gotha. Akademie-Verlag, Berlin 1961 (Quellen und Studien zur Geschichte Osteuropas; 10) (online).
- Johann Bugenhagen 1485–1558; Bestandsverzeichnis der Drucke und Handschriften. Landesbibliothek, Gotha 1962 (Veröffentlichungen der Landesbibliothek Gotha; 9).
- zusammen mit Josef Benzing: Lutherbibliographie: Verzeichnis der gedruckten Schriften Martin Luthers bis zu dessen Tod. Heitz, Baden-Baden 1965–1966.
- Bibliotheca Gerhardina: Eigenart und Schicksal einer thüringischen Gelehrtenbibliothek des 17. Jahrhunderts. Landesbibliothek, Gotha 1968 (Veröffentlichungen der Landesbibliothek Gotha; 13).
- Untersuchungen zur Geschichte des Leipziger Buchdrucks von Luthers Thesenanschlag bis zur Einführung der Reformation im Herzogtum Sachsen (1517–1539), 2 Bde., Humboldt-Univ., Diss., Berlin 1973.
- Der deutsche Bauernkrieg im Druckschaffen der Jahre 1524–1526: Verzeichnis der Flugschriften und Dichtungen. Methodisches Zentrum für Wissenschaftl. Bibliotheken, Forschungsbibliothek Gotha, Gotha 1975 (Veröffentlichungen der Forschungsbibliothek Gotha; 16).Online-Digitalisat
- zusammen mit Michael A. Pegg: Ergänzungen zur Bibliographie der zeitgenössischen Lutherdrucke. Methodisches Zentrum für Wissenschaftliche Bibliotheken und Informations- und Dokumentationseinrichtungen des Ministeriums für Hoch- und Fachschulwesen, Forschungsbibliothek Gotha, Gotha; Koerner, Baden-Baden 1982 (Veröffentlichungen der Forschungsbibliothek Gotha; 20), ISBN 3-87320-019-8.
- Die Zwickauer Drucke des 16. Jahrhunderts. Forschungsbibliothek Gotha, Gotha
  - Bd. 1: Johann Schönsperger 1523–1528; Gabriel Kantz 1527–1529 (Veröffentlichungen der Forschungsbibliothek Gotha; 23), 1985.
  - Bd. 2: Wolfgang Meyerpeck 1530–1551 (Veröffentlichungen der Forschungsbibliothek Gotha; 25), 1986.
- Das Leipziger Druckschaffen der Jahre 1518–1539: Kurztitelverzeichnis. Forschungsbibliothek, Gotha 1987 (Veröffentlichungen der Forschungsbibliothek Gotha; 26).
- Melanchthon-Bibliographie: 1510–1560. 4 Bde. + 1 CD-ROM, Gütersloher Verlagshaus, Gütersloh 2014 (Quellen und Forschungen zur Reformationsgeschichte; 87), ISBN 978-3-579-05378-3.